# Patience (Santa Lucía)
Patience es una localidad de Santa Lucía que forma parte del distrito de Micoud.